# Abdelghaya Souahel
Abdelghaya Souahel  (in arabo عبد  الغاية السواحل‎?) è un centro abitato e comune rurale del Marocco situato nella provincia di Al-Hoseyma, regione di Tangeri-Tetouan-Al Hoceima. Conta una popolazione di 25 817 abitanti (censimento 2014).